# Aleurina tasmanica
Aleurina tasmanica är en svampart som beskrevs av Massee 1898. Aleurina tasmanica ingår i släktet Aleurina och familjen Pyronemataceae.   Inga underarter finns listade i Catalogue of Life.